# Jean Pelet
Pour les articles homonymes, voir Pelet.
Jean Pelet, dit « Pelet de la Lozère », né à Saint-Jean-du-Gard le 23 février 1759, et mort à Paris le 26 janvier 1842, était un homme politique français des XVIIIe et XIXe siècles.

## Biographie
Jean Pelet descendait de Pelet, baron de Salgas, qui avait passé 14 ans aux galères, avait été dégradé de la noblesse, avait vu ses biens confisqués et les tours de Salgas rasées pour n'avoir pas abjuré sa foi protestante.
Fils du sieur Jean Pelet négociant, et de Marie Castanier, le jeune Jean, reçu avocat au parlement de Provence, et attaché au barreau de Florac, salua avec joie, comme ses coreligionnaires, l'aurore de la Révolution française.

### Révolution française
La monarchie constitutionnelle, mise en place par la constitution du 3 septembre 1791, prend fin à l'issue de la journée du 10 août 1792 : les bataillons de fédérés bretons et marseillais et les insurgés des faubourgs de Paris prennent le palais des Tuileries. Louis XVI est suspendu avec sa famille et incarcéré à la tour du Temple.  
En septembre 1792, Jean Pelet, alors président du directoire de la Lozère, est élu député du département, le quatrième sur cinq, à la Convention nationale.  
Il siège sur les bancs de la Plaine. Lors du procès de Louis XVI, il est absent par commission aux quatre appels nominaux. En avril 1793, il est absent lors du scrutin sur la mise en accusation de Jean-Paul Marat. En mai, il est également absent lors du scrutin sur le rétablissement de la Commission des Douze.  
Après la chute de Robespierre, Jean Pelet adhère à la réaction thermidorienne. En brumaire an III (novembre 1794), il est élu membre du Comité de Salut public aux côtés de Jean-Jacques-Régis de Cambacérès et de Lazare Carnot. Le même mois, il s'oppose à la motion de Bertrand Barère qui propose de discuter des lois organiques pour appliquer la constitution de 1793.  
En germinal an III (mars 1795), il est élu président de la Convention et ses secrétaires sont Louis-Marie de La Révellière-Lépeaux et Jean-Jaques Serres. Le même mois (en avril), il est envoyé en mission auprès de l'armée des Pyrénées orientales en remplacement de son collègue Pierre Delbrel.  
Après la session conventionnelle, soixante et onze départements l'élurent député au Conseil des Cinq-Cents, le 23 vendémiaire an IV, parmi lesquels la Lozère par 123 voix sur 129 votants. Il présida le Conseil (19 juin 1796), parla en faveur des enfants des émigrés et de la liberté de la presse, et se plaignit « du langage dégoûtant (sic) » d'un député, qui comparait les journalistes aux prostituées. Il sortit du Conseil en mai 1797, et se retira dans son pays natal.

### Consulat et Premier Empire
Après le coup d'État du 18 Brumaire, Bonaparte le nomma préfet de Vaucluse (11 ventôse an XIII), puis l'appela au Conseil d'État (en service ordinaire du 27 fructidor an X à 1810), où il était rattaché à la section de l'Intérieur.
Pelet était également chargé du troisième arrondissement de la police générale de l'Empire en 1805 puis, lors de la réorganisation du ministère de la Police générale, il fut détaché à la direction de la seconde division de la police générale de l'Empire embrassant 42 départements du midi de la France (1806 à 1813). Il occupa ces fonctions jusqu'en 1814. Il n'aimait pas Joseph Fouché, qu’il détestait cordialement et méprisait pour ses intrigues tortueuses, mais resta loyal. C'est lui qui découvrit les ramifications méridionales de la conspiration de Malet en 1812.
Il devint conseiller d'État en service ordinaire hors section de 1810 à 1814. Il était également rattaché à la commission des pétitions en 1808 et en 1809.
Il fut nommé est nommé commissaire extraordinaire dans la 9e division militaire (Montpellier) le 26 décembre 1813.
Comblé d'honneur, il avait été fait membre (9 vendémiaire an XII) puis commandeur de la Légion d'honneur (25 prairial an XII), comte de l'Empire (18 mai 1808) et commandeur de l'Ordre de la Réunion en 1813.
Il avait acheté, en 1801, le château du Solier (Lasalle) à la famille Cadolle de Voguë.

### RestaurationetMonarchie de Juillet
Il se retira à la campagne au retour des Bourbons, fut nommé, aux Cent-Jours, ministre par intérim de la police générale (23 juin - 9 juillet 1815), et se retira de nouveau de la vie publique après la bataille de Waterloo.
Le 5 mars 1819, Louis XVIII le nomma pair de France, avec une pension de 4 000 francs. Le comte Pelet prêta serment à la monarchie de Juillet, mais l'état de sa santé ne lui permit de siéger à la Chambre haute qu'à de rares intervalles. Il mourut à 83 ans.
Ce membre du Consistoire de l'Église réformée de Paris était également le père de Joseph Pelet de la Lozère (1785-1871), conseiller d'État, pair de France et plusieurs fois ministres sous la monarchie de Juillet.
Il est inhumé au cimetière du Père-Lachaise (37e division).

## Armoiries
| Figure | Blasonnement |
|        | Armes du 1er comte Pelet de la Lozère D'azur à trois bandes d'or, au lion d'argent lampassé de même, rampant sur la bande inférieure, bordure de sinople ; franc-quartier de comte conseiller d'Etat., |